# Bergey’s Manual of Systematic Bacteriology
Das Bergey’s Manual of Systematic Bacteriology („Bergey’s Handbuch der systematischen Bakteriologie“) ist das Standardwerk auf dem Gebiet der Taxonomie von Bakterien anhand ihrer charakteristischen Eigenschaften. Es ging aus den zahlreichen Auflagen des erstmals 1923 veröffentlichten Manual of Determinative Bacteriology („Handbuch der bestimmenden Bakteriologie“) hervor, erschien erstmals ab 1984 in 4 Bänden und ist mittlerweile in zweiter Auflage erschienen.
Beide Werke sind international von großer Bedeutung und gelten als Referenzwerke für die Bestimmung, Benennung und Klassifizierung von Bakterien.

## Vorgeschichte
Auf Veranlassung der Society of American Bacteriologists (heute American Society for Microbiology) wurde 1923 unter der Leitung des Arztes und Bakteriologen David Hendricks Bergey das Manual of Determinative Bacteriology herausgegeben. Die Mitherausgeber waren Francis C. Harrison, Robert S. Breed, Bernard W. Hammer und Frank M. Huntoon. Die zweite, die dritte und die vierte Auflage folgten 1925, 1930 und 1934, jeweils mit leicht verändertem Herausgebergremium, aber weiter unter der Leitung Bergeys.
1936 wurde nach längeren Verhandlungen eine Stiftung, der Bergey’s Manual Trust, gegründet, in das die bisherigen Gewinne aus dem Verkauf des Handbuchs flossen und dem die zukünftigen Gewinne zugeführt werden sollten. Ebenso wurde ihr das Copyright für die Auflagen des Manuals übertragen. 1939, 1948, 1957, 1974 und 1994 gab sie jeweils aktualisierte und erweiterte Neuauflagen heraus. Die ersten Auflagen teilten Bakterien aufgrund verschiedener struktureller und funktioneller Eigenschaften in Stämme, Ordnungen und Familien ein. Ab 1974 wurde aber zunehmend ein empirischer Weg bei der Bestimmung beschritten.
1977 erschien eine verkürzte Version der achten Auflage unter dem Titel The Shorter Bergey's Manual of Determinative Bacteriology, in der die meisten detaillierten Artenbeschreibungen, detaillierten taxonomischen Kommentare, Hinweise auf die Etymologie der Namen und Literaturverweise fehlten. 1966 wurde außerdem ein Index Bergeyana (Untertitel: An Annotated Alphabetic Listing of Names of the Taxa of the Bacteria) und 1981 ein Supplement to Index Bergeyana veröffentlicht.

## Konzept
Um die Taxonomie der Bakterien auf einer breiteren und vollständigeren Basis als allein in dem Manual of Determinative Bacteriology erfassen zu können, begann der Manual Trust 1980 mit der Arbeit an einem deutlich umfassenderen Werk mit dem Titel Bergey's Manual of Systematic Bacteriology. Es sollte als Materialgrundlage für die Neuauflagen des Bestimmungshandbuchs dienen, aber auch als eigenständiges wissenschaftliches Werk eine vollständigere Systematik der Bakterien schaffen als bisher vorhanden. In dem neuen Werk wurden auch die Beziehungen zwischen Organismen stärker berücksichtigt.

## Erste Auflage
Die 1980 begonnene Arbeit an der ersten Auflage wurde 1982 abgeschlossen. Das Werk wurde von 1984 bis 1989 in vier Bänden im Verlag Williams & Wilkins in Baltimore veröffentlicht; leitender Herausgeber war der Biologe John G. Holt. Im Band 1 wurden gramnegative Bakterien behandelt, denen man medizinische oder industrielle Bedeutung zuschrieb, in Band 2 folgten grampositive Bakterien mit Ausnahme der Actinomycetales. Im dritten Band beschrieb man die verbleibenden gramnegativen Arten – so auch Archaebakterien und Cyanobakterien – und im vierten Band schließlich die Actinomycetales.
- Band 1: Gram-negative Bacteria of general, medical, or industrial importance. Williams & Wilkins, Baltimore 1984, ISBN 0-683-04108-8.
- Band 2: Gram-positive Bacteria other than Actinomycetes. Williams & Wilkins, Baltimore 1986, ISBN 0-683-07893-3.
- Band 3: Archaeobacteria, Cyanobacteria, and remaining Gram-negative Bacteria. Williams & Wilkins, Baltimore 1989, ISBN 0-683-07908-5.
- Band 4: Actinomycetes. Williams & Wilkins, Baltimore 1989, ISBN 0-683-09061-5.

## Zweite Auflage
Für die zweite Auflage des Manual of Systematic Bacteriology wurden viele Taxa nicht mehr über phänotypische Merkmale wie Aussehen oder Verhalten, sondern anhand der 16S rRNA, also der genetischen Unterschiede, eingeteilt.
- Band 1: David R. Boone, Richard W. Castenholz und George M. Garrity (Hrsg.): The Archaea and the deeply branching and phototrophic Bacteria. Springer, New York 2001, ISBN 0-387-98771-1 (Archaebakterien sowie tief abzweigende und phototrope, also sich unter Lichteinfluss verändernde Bakterien).
- Band 2: George M. Garrity (Hrsg.): The Proteobacteria. 3 Bände, Springer, New York 2005, ISBN 0-387-95040-0 (Band 1: Introductory essays. Band 2: The Gammaproteobacteria. Band 3: Other classes of Proteobacteria).
- Band 3: Paul De Vos u. a. (Hrsg.): The Firmicutes. Springer, New York 2009, ISBN 0-387-95041-9.
- Band 4: Noel R. Krieg u. a. (Hrsg.): The Bacteroidetes, Spirochaetes, Tenericutes (Mollicutes), Acidobacteria, Fibrobacteres, Fusobacteria, Dictyoglomi, Gemmatimonadetes, Lentisphaerae, Verrucomicrobia, Chlamydiae, and Planctomycetes. Springer, New York 2011, ISBN 0-387-95042-7.
- Band 5: Michael Goodfellow u. a. (Hrsg.): The Actinobacteria. 2 Bände, Springer, New York 2012, ISBN 978-0-387-95043-3. (eingeschränkte Vorschau in der Google-Buchsuche)